# 川竹和夫
川竹 和夫（かわたけ かずお、1924年11月17日 -2009年11月16日 ）は、日本の社会学者（放送研究、国際コミュニケーション）である。
1949年（昭和24年）に東京大学文学部仏文科を卒業後、1950年（昭和25年）日本放送協会入局。放送記者、報道局副部長を経て、
1970年（昭和45年）放送総局番組総括センター主管、翌1971年（昭和46年）放送センター建設委員会事務局次長、1973年（昭和48年）研究開発委員会事務局次長、1974年（昭和49年）会長室付、1976年（昭和51年）放送文化研究所次長、1977年（昭和52年）放送世論調査所所長等を経て、1982年（昭和57年）東京女子大学教授、1993年（平成5年）駒沢女子大学教授を歴任。
旧制第六高等学校時代の同級生に安倍晋太郎（安倍晋三元首相の父）や三井物産の社長・会長を務めた熊谷直彦がいる。東大板橋学寮では、後にノーベル物理学賞を受賞した（1973年）江崎玲於奈と交る。

## 略歴
- 1924年：京都市（紫野）生まれ
- 1943年：（旧制）第六高等学校（現、岡山大学）入学
- 1944年：滋賀海軍航空隊入隊
- 1944年：東京帝国大学入学
- 1950年：日本放送協会（NHK）入局
- 1974年：同局、放送文化基金事務局長
- 1977年：同局、放送世論調査所所長
- 1982年：東京女子大学教授
- 1993年：駒沢女子大学教授

## 主な著書
- 川竹和夫・勝部領樹・松本裕人（共著）：南の隣国台湾・フィリピン（ＮＨＫ海外シリーズ）、日本放送出版協会、1965年
- 川竹和夫：マーケティングに生かすデータ・ブック「日本人」、PHP研究所、1982年
- 川竹和夫（編著）：テレビのなかの外国文化、日本放送出版協会、1983年
- 川竹和夫：ニッポンのイメージ－マスメディアの効果（ＮＨＫブックス543）、日本放送出版協会、1988年
- 川竹和夫（編著）：異文化のなかのニッポン:アジアのメディアは日本をどう映しているのか、二期出版、1991年
- 川竹和夫（監修）：放送. 1994年版（最新データで読む産業と会社研究シリーズ2）、二期出版、1992年
- 川竹和夫（監修）：放送. 1995年版（最新データで読む産業と会社研究シリーズ2）、二期出版、1993年
- 川竹和夫・杉山明子（編著）：メディアの伝える外国イメージ、圭文社、1996年
- 川竹和夫（監修）：放送. 1998年版（最新データで読む産業と会社研究シリーズ2）、二期出版、1996年
- 川竹和夫・門奈直樹編：放送. デジタル時代の放送を考える : 制度・倫理・報道 : 日英放送フォーラム記録、学文社、1997年
- 川竹和夫（監修）：放送. 1999年版（最新データで読む産業と会社研究シリーズ2）、二期出版、1997年
- 川竹和夫（監修）：放送. 2000年版（最新データで読む産業と会社研究シリーズ2）、二期出版、1998年
- 川竹和夫（編著）：外国メディアの日本イメージ : 11カ国調査から、学文社、2000年